# Bismarck (Dakota do Norte)
Bismarck é a capital do estado norte-americano da Dakota do Norte e sede do condado de Burleigh. Foi fundada em 1872 e incorporada em 1895. Seu nome é uma homenagem ao chanceler alemão Otto von Bismarck.
Com mais de 73 mil habitantes, de acordo com o censo nacional de 2020, é a segunda cidade mais populosa do estado, atrás de Fargo. Quase 10% da população total da Dakota do Norte vive em Bismarck.

## Geografia
De acordo com o Departamento do Censo dos Estados Unidos, a cidade tem uma área de 91,1 km², dos quais 89,8 km² estão cobertos por terra e 1,3 km² (1,4%) por água.

## Demografia
Desde 1900, o crescimento populacional médio, a cada dez anos, é de 30,4%.

### Censo 2020
Segundo o censo nacional de 2020, a sua população é de 73 622 habitantes e sua densidade populacional é de 819,6 hab/km². Seu crescimento populacional na última década foi de 20,2%, acima do crescimento estadual de 15,8%. É a segunda cidade mais populosa do estado.
Possui 34 049 residências que resulta em uma densidade de 379 residências/km² e um aumento de 18,9% em relação ao censo anterior. Deste total, 6,8% das unidades habitacionais estão desocupadas. A média de ocupação é de 2,3 pessoas por residência.

### Censo 2010
Segundo o censo nacional de 2010, a sua população era de 61 272 habitantes e sua densidade populacional de 679,9 hab/km². A cidade possuía 28 648 residências que resultava em uma densidade de 358,7 residências/km².

## Marcos históricos
O Registro Nacional de Lugares Históricos lista 23 marcos históricos em Bismarck. O primeiro marco foi designado em 23 de fevereiro de 1972 e o mais recente em 16 de junho de 2020.